# 鸡尾酒

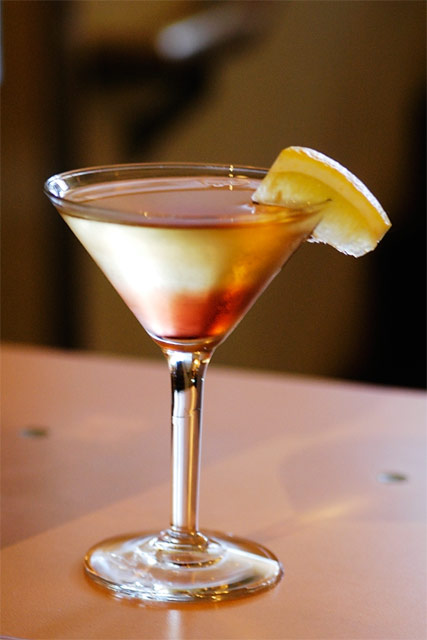
雞尾酒

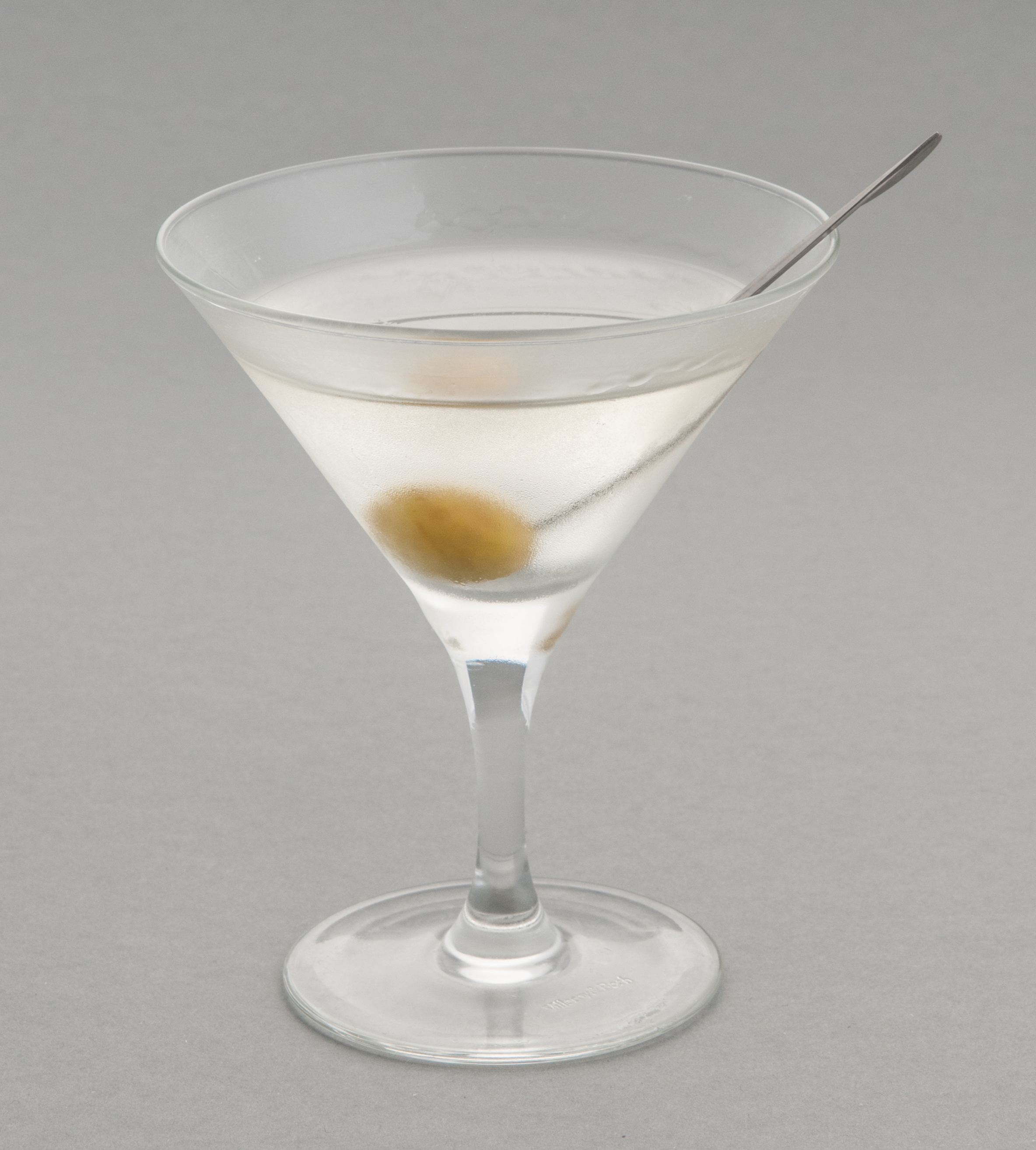
一杯雞尾酒杯中的馬天尼

雞尾酒，亦稱調酒，粤语音譯咯嗲，是一種含有酒精的混合飲料。通常情況下，雞尾酒可以是單一烈酒或多種烈酒的組合，並與果汁、糖漿、氣泡水、果醬和苦精等其他成分混合。
雞尾酒在世界各地的地區差異很大，許多網站會發布原創配方，对于很多較为经典和著名的雞尾酒的配方，很多网站的配方也不一定完全一致。

## 歷史
有關英文「cocktail」一詞的起源一直存在爭議（參閱§ 詞源一節）。作為一種飲料，「cocktail」這個詞首次在1803年出現在美國的《The Farmers Cabinet》報紙上。三年後的1806年5月13日，《The Balance and Columbian Repository》（紐約哈德遜）首次將 cocktail 定義為一種含酒精的飲料。 傳統上，雞尾酒成分包括烈酒、糖、水和苦精，然而，這個定義在19世紀不斷演變，包括添加利口酒。
1862年，傑瑞·湯瑪斯（Jerry Thomas）出版了一本名為《如何調酒》（How to Mix Drinks）或 The Bon Vivant's Companion 的酒保指南，其中包括10個使用苦精以區別於其他飲料（如潘趣和可伯樂）的雞尾酒酒譜。
雞尾酒在20世紀持續演變並越來越受歡迎，最終該術語擴展到所有酒精混合飲料。1917年，密蘇里州聖路易斯的小茱莉斯·S·沃爾什夫人（Ms. Julius S. Walsh Jr.）首次提出了「雞尾酒會」（cocktail party）這個詞。由於在美國的禁酒令時期（1920年至1933年），葡萄酒和啤酒較少，基於烈酒的雞尾酒由於可得性而變得更受歡迎，隨後在1960年代末流行度下降。在2000年代初至中期，雞尾酒文化隨著調酒術將傳統雞尾酒與新穎成分相融合而開始崛起。
在現代世界和資訊時代，雞尾酒酒譜常在網上被廣泛分享。旅遊雜誌和指南經常報導和評論雞尾酒以及供應它們的酒吧。一些雞尾酒，如莫希托、曼哈頓和馬天尼，更已成為餐廳和流行文化中的基本飲料。

## 用法和相關術語

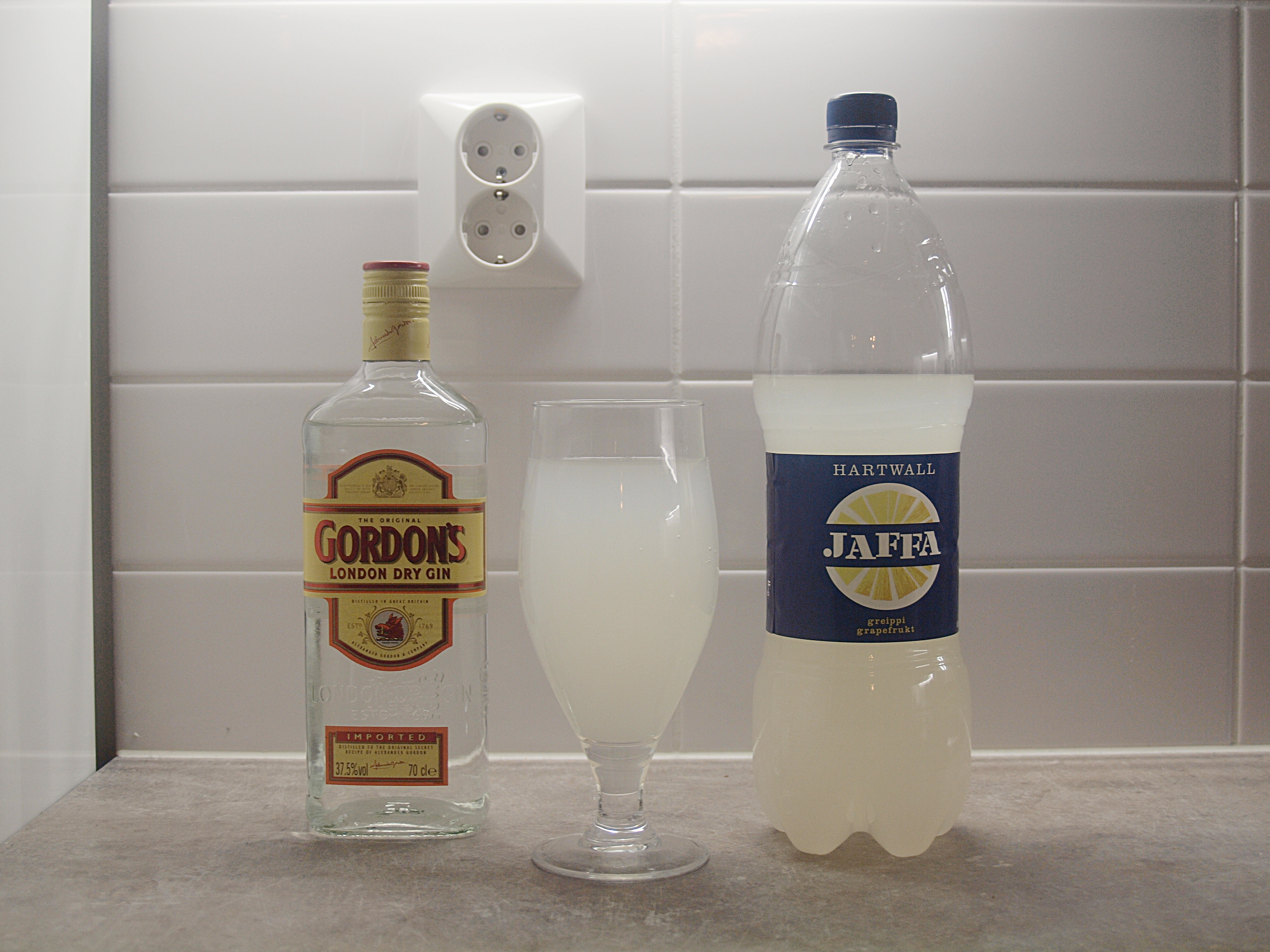
Lonkero，一種芬蘭長飲，由琴酒和百香果汽水製成。

「雞尾酒」一詞可以指代各種各樣的飲料；它通常是一種含有酒精的混合飲料。
當一種混合飲料只含有一種蒸餾酒和一種混合物時，如蘇打水或果汁，就屬於高球酒。許多國際調酒師協會的官方雞尾酒都是高球雞尾酒。當只包含一種蒸餾酒和一種利口酒時，就是一種二重奏，當它加入奶油或以奶油為基礎的利口酒時，就是三重奏。其他成分可能是糖、蜂蜜、牛奶、鮮奶油和各種香草。
類似於雞尾酒的不含酒精的混合飲料可以稱為「處女」雞尾酒或「Mocktail」。

## 詞源
英文中「Cocktail」一詞的起源存在爭議。1798 年 3 月 20 日，在英國倫敦的晨報和地名詞典中發現了第一次使用 cocktail 而不是指馬的記錄：
皮特先生，
“维纳斯之夜”的两首小诗
同上，“芭菲恋情”之一
同上，“鸡尾酒”（俗稱薑）
牛津英語詞典引用該詞作為起源於美國的第一個記錄在美國使用雞尾酒作為飲料（可能不含酒精）出現在《農夫的內閣》The Farmer's Cabinet，1803 年 4 月 28 日：
喝了一杯鸡尾酒——对头脑很好……在医生那里尝试过。发现伯纳姆——他看起来很明智——又喝了一杯鸡尾酒。

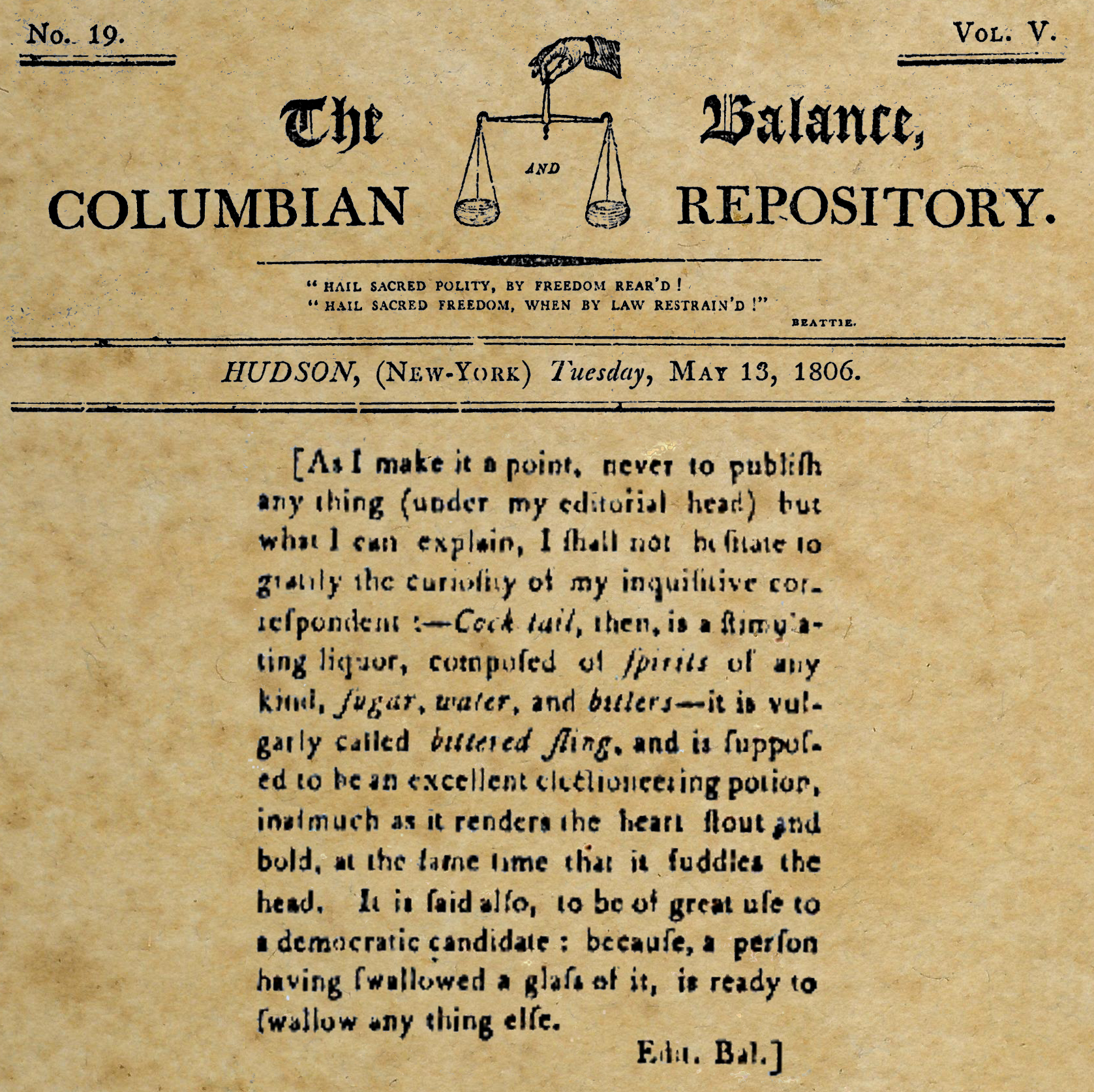
第一個已知對雞尾酒的定義，出自於Harry Croswell

1806 年 5 月 13 日，The Balance and Columbian Repository（紐約哈德遜）首次將雞尾酒定義為酒精飲料；編輯 Harry Croswell 回答了「什麼是雞尾酒？」這個問題：
雞尾酒是一種刺激性的酒，由任何種類的烈酒、糖、水和苦精組成——俗稱苦司令，被認為是一種極好的競選藥水，因為它使心臟變得強壯和勇猛，同時它使頭腦混亂。據說，它對民主黨的候選人也有很大用處：因為一個人喝了一杯它，就準備好再吞下任何東西。
戴爾·德格羅夫（Dale DeGroff）假設這個詞是從法語  演變而來的，指的是一個蛋杯，據稱 Peychaud’s Bitters 的發明者 Antoine A. Peychaud曾用這種蛋杯為他的客人提供混合了干邑白蘭地和他的苦精的混合物。
詞源學家阿納托利·利伯曼 （Anatoly Liberman）認為 Låftman（1946）提出的理論「很有可能」，利伯曼總結如下：
通常將非純種馬的尾巴剪斷 [...] 它們被稱為雞尾馬，後來簡稱為雞尾。推而廣之，雞尾這個詞適用於一個粗俗的、沒有教養的人，他的地位高於他的地位，承擔了紳士的位置，但缺乏紳士風度。 [...] [在上述 1806 年的引文中] 重要的是 [...] 提到了水作為一種成分。 [...] Låftman 得出結論，雞尾酒是一種可以接受的酒精飲料，但被稀釋了，而不是「純種」，一種「超出其地位」的東西。因此，前面使用的關於劣等馬和偽紳士的俚語非常恰當。
雞尾酒歷史學家 David Wondrich 還推測，「雞尾酒」指的是「薑馬」，一種使用生薑栓劑讓老馬振作起來的做法，這樣馬就會「翹起尾巴，變得活躍起來」（cock its tail up and be frisky）。
幾位作者認為「雞尾酒」（cocktail）可能是「雞公艾爾」（cock ale）的變體。

## 發展
雞尾酒的起源尚不清楚。傳統上雞尾酒是烈酒、糖、水和苦精的混合物。然而，到了 1860 年代，雞尾酒中經常會加入利口酒。
第一份包含雞尾酒配方的調酒師指南出版於 1862 年——《如何調酒》（How to Mix Drinks）或 The Bon Vivant's Companion' 出自於「教授」傑瑞·湯瑪斯。除了潘趣、沙瓦、司令、可伯樂、灌木叢、托迪、菲麗普和各種其他混合飲料的配方外，還有 10 種「雞尾酒」配方。將雞尾酒與本綱要中的其他飲料區分開來的一個關鍵因素是苦味劑的使用。符合「雞尾酒」這個本義的今天流行的混合飲料有古典威士忌、薩澤拉克和曼哈頓。
列出的成分（烈酒、糖、水和苦精）與古典的成分相匹配，起源於 19 世紀晚期酒吧顧客用來區分「老式」雞尾酒和新式雞尾酒的術語，更複雜的雞尾酒。
在 William Terrington 1869 年的食譜書 Cooling Cups and Dainty Drinks 中，雞尾酒被描述為：
鸡尾酒是一种化合物，最常使用的人是强化内心的“早鸟”，和那些喜欢烈酒的人。
高球（highball）一詞出現在 1890 年代，以分辨僅由一種蒸餾酒和無酒混合物混合成的飲料。
Farrow and  Jackson 於 1902 年出版的 Recipes of American and Other Iced Drinks 包含近兩打雞尾酒的配方，其中一些至今仍廣為人知。

據稱，密蘇里州聖路易斯的 Julius S. Walsh Jr. 於 1917 年 5 月舉辦了有史以來的第一場「雞尾酒派對」 。Walsh在周日中午邀請了 50 位客人到她家。聚會持續了一個小時，直到下午 1 點的午餐供應。该地點现存至今，天主教聖路易斯總教區于1924年買下了林德爾大道4510號Walsh的宅邸，并在此後一直作為當地大主教的官邸。

在美國的禁酒令期間（1920-1933），當酒精飲料非法時，雞尾酒仍然在被稱為地下酒吧的場所非法消費。禁酒令期間的酒質比以前差很多。從威士忌到琴酒的轉變，琴酒不需陳釀，因此更容易非法生產。蜂蜜、果汁和其他調味品用來掩蓋劣質酒的臭味。甜雞尾酒更容易快速飲用，這是一個重要的考慮因素，因為酒吧隨時可能遭到突襲臨檢。由於葡萄酒和啤酒不太容易獲得，以烈酒為基礎的雞尾酒取而代之，甚至成為新雞尾酒派對的核心。
雞尾酒在 20 世紀 60 年代後期和整個 1970 年代變得不那麼流行，直到 1980 年代復興，伏特加經常在馬丁尼等飲料中代替原汁原味的琴酒。傳統雞尾酒在 2000 年代開始捲土重來，雞尾酒文化自2000年代中期再次復興，通常稱為調酒學，它汲取了傳統雞尾酒的靈感，但使用更新穎的成分和複雜口味。

## 外部連結
- 國際調酒協會（页面存档备份，存于）